# Ambronen
Die Ambronen (lat. Ambrones) waren ein Stammesverband im antiken Germanien. Ende des 2. Jahrhunderts v. Chr. zogen Teile des Stammes mit den Kimbern und Teutonen nach Süden und wurden dort von den Römern als Bedrohung wahrgenommen (Kimbernkriege). 

## Das Wort „Ambrones“
Eine befriedigende Erklärung für die Herkunft des Begriffes „ambrones“ gibt es bisher nicht. Wichtigster Hinweis scheint die Silbe des indogermanischen Ambr- zu sein, was sich mit „Wasser“ oder „Regen“ übersetzen lässt. Die angelsächsische Widsith-Dichtung nennt allerdings auch einen Stamm der ymbre, deren Name sich vom angelsächsischen Wort für „Kind“ umbor ableiten könnte.

## Herkunft
In engem Zusammenhang mit der Wortbedeutung steht die Frage nach der Herkunft der ambrones. Eine Verwandtschaft mit den italienischen Umbrern wird nicht ausgeschlossen. Plutarch nannte sie im Zusammenhang mit den Ligurern und Rufius Festus benutzte den Begriff als Synonym für „Gesindel“. Andererseits deuten viele Orts- und Flussnamen im heutigen deutschen Sprachraum eine mögliche Herkunftsrichtung an. So könnte das Siedlungsgebiet sowohl in Bayern an der Amper als auch an der Nordseeküste gelegen haben, wo der Name der Insel Amrum (damals Ambrum) auf mögliche Verbindung hindeutet.
Obwohl der römische Geschichtsschreiber Rufius Festus die ambrones zu den Galliern zählte, geht man heute eher von einer Zugehörigkeit zu den Germanen aus. Da sie sich dem Zug der Teutonen anschlossen, die aus dem heutigen Jütland aufbrachen, ist die Küstenregion der wahrscheinlichste Siedlungsort.

## Geschichte
Ein Teil der ambrones schloss sich um das Jahr 120 v. Chr. aus unbekannten Gründen dem Zug der Kimbern und Teutonen nach Süden an. Sie zogen mit diesen durch Mitteleuropa und nahmen an zahlreichen Schlachten gegen die Römer teil, wobei sie sich eng an die Teutonen hielten. Ihre erste nennenswerte Erwähnung in der Geschichte war die Teilnahme an der Schlacht bei Noreia. 105 v. Chr. besiegte der Zug die Römer in der Schlacht bei Arausio. Gemeinsam mit den Teutonen wurden sie, angeblich um die 30.000 Mann stark, im Jahr 102 v. Chr. in der Schlacht von Aquae Sextiae (heute Aix-en-Provence) vernichtet. Tatsächlich liegt es im Bereich des Möglichen, dass einige Gruppen sich zuvor jedoch an der oberen Weichsel ansiedelten, wo Claudius Ptolemäus später einen Stamm der ombrones lokalisierte. Aus der späteren angelsächsischen Überlieferung der ymbre lässt sich schließen, dass wahrscheinlich auch im Norden an der Küste Teile des Stammes zurückblieben.